# Корголуэн
Корголуэ́н (фр. Corgoloin) — коммуна во Франции, находится в регионе Бургундия. Департамент коммуны — Кот-д’Ор. Входит в состав кантона Нюи-Сен-Жорж. Округ коммуны — Бон.
Код INSEE коммуны — 21194.

## Население
Население коммуны на 2010 год составляло 921 человек.
| 1962 | 1968 | 1975 | 1982 | 1990 | 1999 | 2010 |
| ---- | ---- | ---- | ---- | ---- | ---- | ---- |
| 962  | 977  | 951  | 854  | 893  | 898  | 921  |

## Экономика
В 2010 году среди 608 человек трудоспособного возраста (15—64 лет) 471 были экономически активными, 137 — неактивными (показатель активности — 77,5 %, в 1999 году было 72,0 %). Из 471 активных жителей работали 437 человек (241 мужчина и 196 женщин), безработных было 34 (19 мужчин и 15 женщин). Среди 137 неактивных 46 человек были учениками или студентами, 56 — пенсионерами, 35 были неактивными по другим причинам.